# Gardens by the Bay (métro de Singapour)
Pour les articles homonymes, voir Gardens by the Bay.
Gardens by the Bay est une station de métro à Singapour. Terminus de la Thomson–East Coast line du métro de Singapour, elle est ouverte depuis le 13 novembre 2022.